# Barcelona Teatre Musical
Barcelona Teatre Musical (BTM) era un teatre inaugurat el 2001 a l'antic Palau Municipal d'Esports de Barcelona. En un sentit ampli del terme, formava part de la denominada Ciutat del Teatre a la muntanya de Montjuïc, juntament amb el Teatre del Mercat de les Flors, el Teatre Lliure, l'Institut del Teatre i el Teatre Grec.

## Història
Projectat pels arquitectes Josep Soteras i Llorenç García-Barbón, el Palau Municipal d'Esports de Barcelona va ser inaugurat el 1955 per als II Jocs del Mediterrani amb una capacitat per a 10.000 espectadors. A mitjans de la dècada del 1990 deixà d'acollir esdeveniments esportius per a centrar-se en els musicals i teatrals, com El hombre de la Mancha (del 22 al 31 de gener del 1999), amb Paloma San Basilio i José Sacristán. Finalment, l'any 2000 va ser remodelat per la societat formada per Barcelona Promoció i les empreses Focus i CIE España.
El BTM va ser inaugurat el 28 de novembre del 2001 amb Nôtre-Dame de París, versió musical de la novel·la de Victor Hugo amb llibret de Luc Pladomon i partitura de Richard Cocciante. Durant els primers anys d'explotació, espectacles com Gaudí, de Jordi Galceran i Esteve Miralles i música d’Albert Guinovart, i Bagdad Cafè, es van alternar  amb espectacles de dansa com Mariana Pineda i Sueños de Sara Baras, o comèdies com Todo por que rías de Les Luthiers, ja que els grans musicals no hi acabaven de quallar. El 12 de juliol del 2005, Pere Pinyol se'n va fer càrrec de la direcció de l’espai i va iniciar converses amb el Teatro de la Zarzuela de Madrid i amb altres teatres i promotors europeus per a establir-hi acords de coproducció. Tanmateix, les negociacions no van arribar a bon port, i el gener del 2007, Focus va abandonar la gestió del BTM.
Aleshores, la societat Barcelona Serveis Municipals va passar a assumir la gestió del teatre, mentre que Stage Entertainment, productora de les versions espanyoles de The Phantom of the Opera o Cabaret, es va encarregar de la programació, i el novembre del 2007 hi va portar Mamma Mia!, que va batre rècords de públic (més de 400.000 espectadors) i de permanència en cartell, amb 14 mesos de funcions. L’èxit es va repetir amb La Bella y la Bestia y Los miserables. Tot i això, el 2008 l’empresa considerà que el BTM no era un bon escenari per a espectacles de gran format per la seva ubicació i es retirà del projecte.
Des d’aleshores, i fins al 2014, el recinte ha tingut una activitat esporàdica: El lago de los cisnes sobre hielo (2013), Cirque Éloize (2014) o la reestrena de la versió per a orquestra simfònica de La Santa Espina, a càrrec de l’Orquestra Simfònica del Vallès, amb motiu de la proclamació de Barcelona com a capital de la sardana (2014). Actualment, l'edifici es troba abandonat i en deteriorament progressiu, a l'espera d'un nou ús.